# 馬口鐵

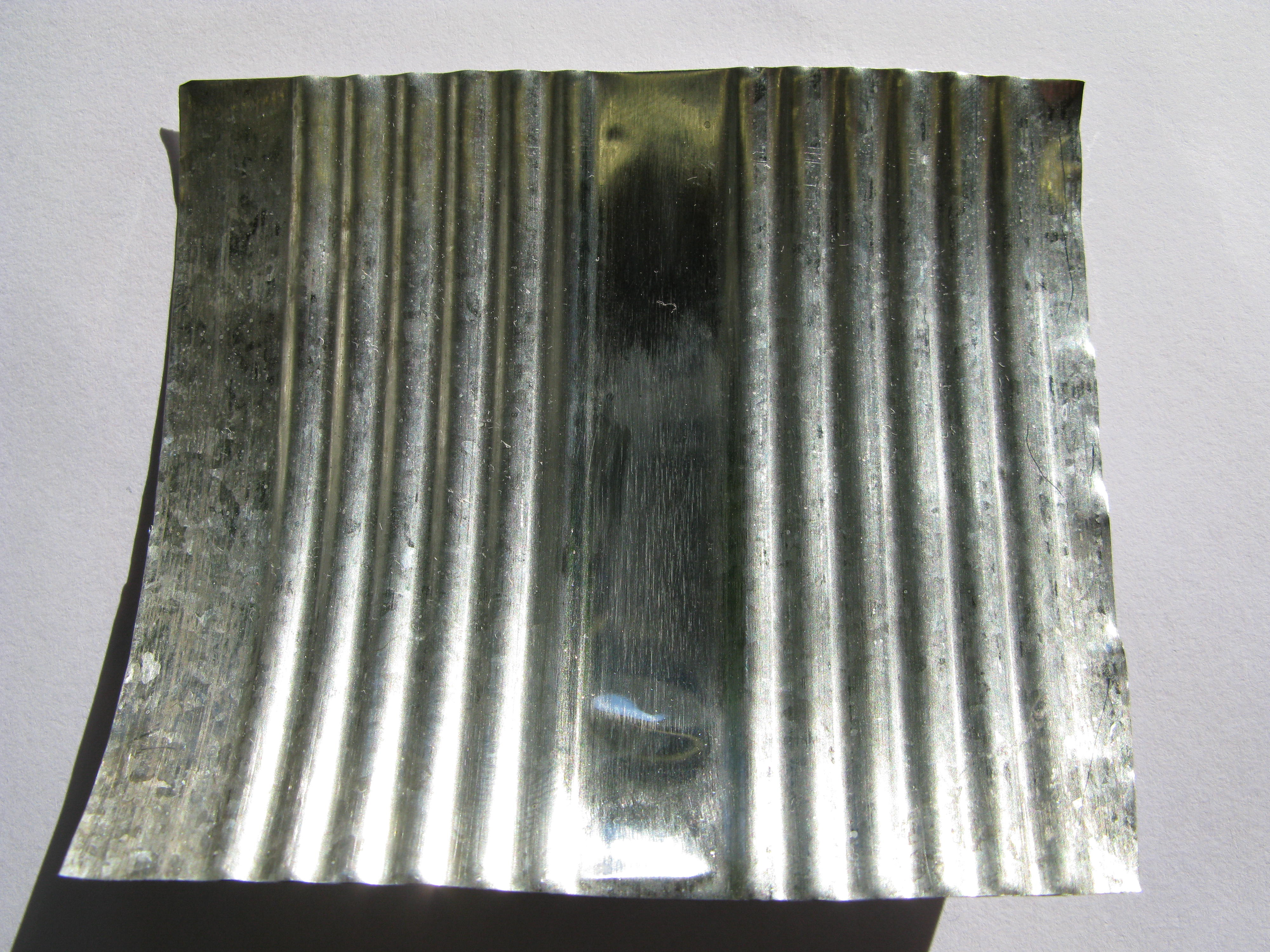
馬口鐵片

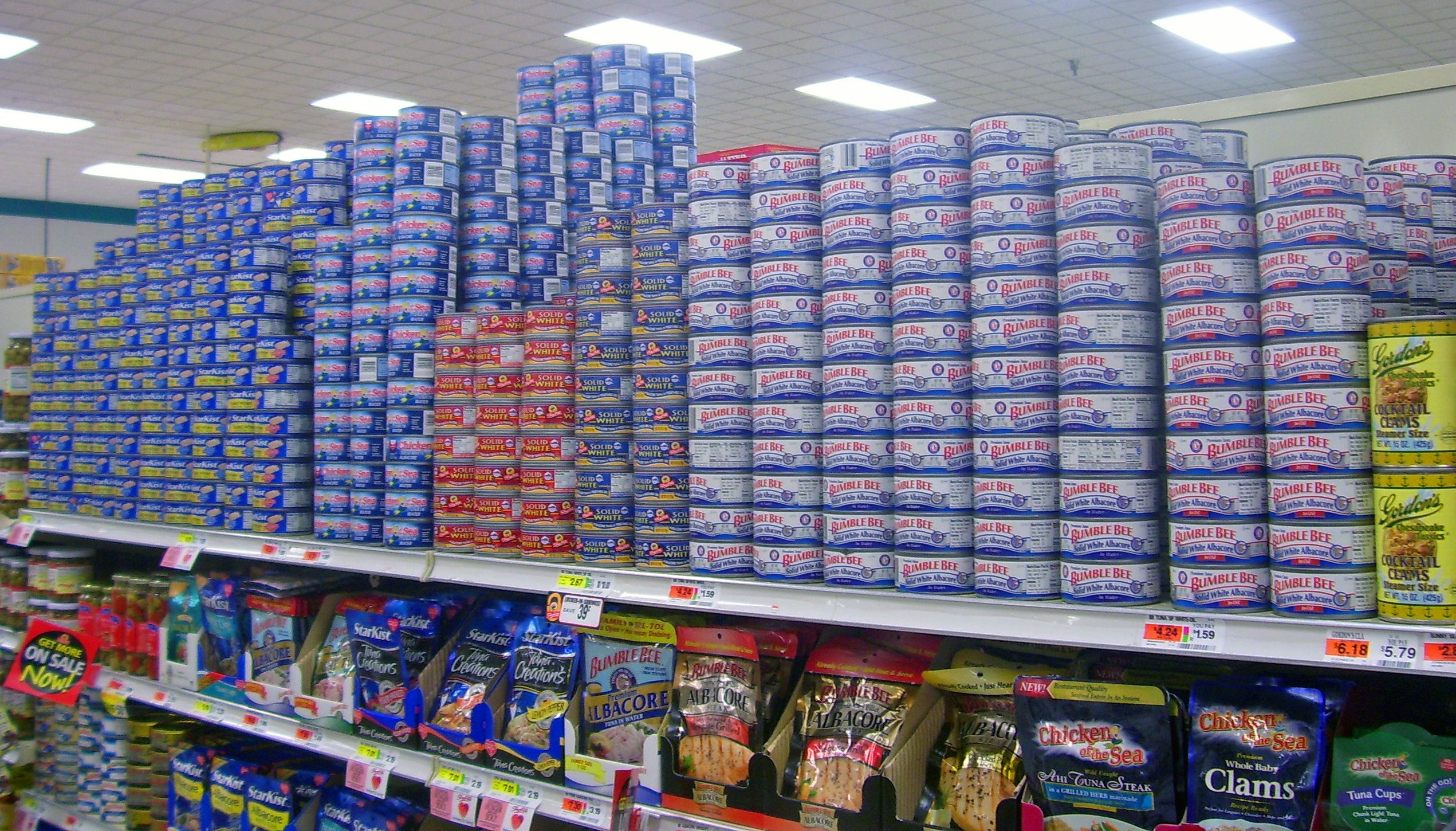
馬口鐵罐頭

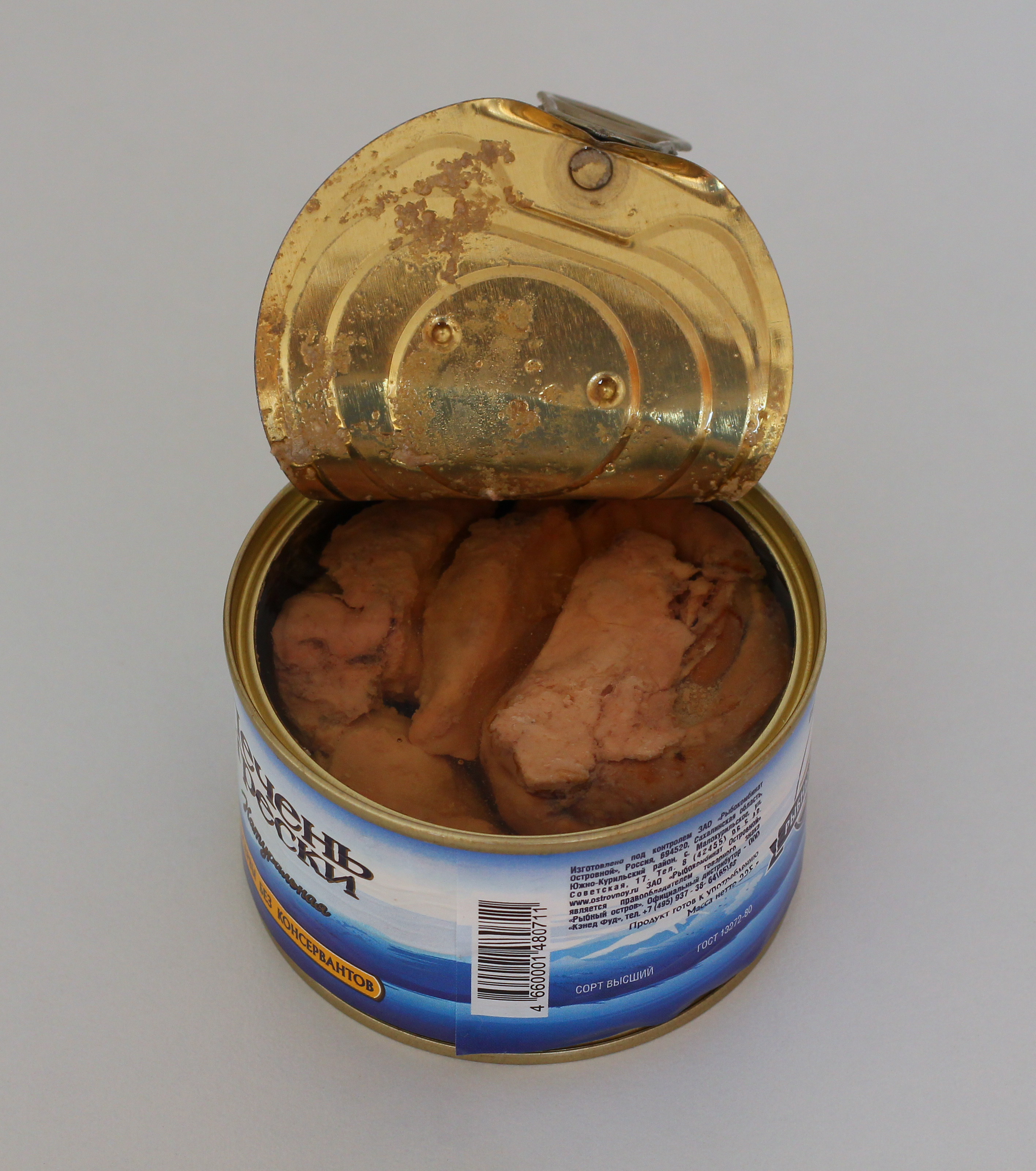
俄羅斯罐頭鳕鱼肝

馬口鐵（英語：Tinplate），又名镀锡铁，是两面鍍有錫的铁皮，即冷轧低碳薄钢板，可防鏽、耐腐蚀、无毒。主要用于製作金属包装，包括罐頭食品、饮料、化工、医药、卫生、涂料、油漆、喷雾剂、化妆品瓶盖等。臺灣受日本影響，使馬口鐵常被認為與稱為白鐵的板金、鈑金有著連帶關係，閩南語中的白鐵仔又常指不鏽鋼。
早在14世纪波希米亚就开始生产马口铁，主要用来制造餐具和水杯。1800年，英国人制造了长期保存食物的马口铁罐，1847年，美国人发明了製罐机器，从此马口铁的需求不断扩展，目前全世界每年生产的锡有约1/3以上用来制造马口铁。